# Джеймс Дайсън
Сър Джеймс Дайсън, CBE (на английски: James Dyson) е британски изобретател, промишлен дизайнер, основател на компанията Dyson.
Той е най-известен като изобретател на прахосмукачката без торбичка с двоен циклон, работеща на принципа на циклонната сепарация. По данни на Sunday Times, през 2023 г. той е петият по богатство човек във Великобритания, неговото състояние се оценява на 23 млрд. лири стерлинги.
От август 2011 г. до юли 2017 г. той заема длъжността проректор на Кралския колеж по изкуствата, а през септември 2017 г. открива нов университет, Дайсънов институт по инженерство и технологии, в Уилтшър.

## Обучение
Джеймс Дайсън е роден на 2 май 1947 г. в Кромер, Норфолк, той е едно от трите деца на Джанет М. (Болтън) и Алек Уилям Дайсън. Кръстен е на дядо си. От 1956 до 1965 г. посещава Gresham's School, независим пансион в Холт, Норфолк. През този период баща му умира от рак на простатата. Отличава се в бягането на дълги разстояния: „Бях доста добър в това но не защото бях физически силен, а защото имах повече решителност. Научих се да бъда решителен."
Той прекарва една година (1965 – 1966) в училището по изкуства Byam Shaw и след това учи дизайн на мебели и интериорен дизайн в Кралския колеж по изкуствата (1966 – 1970), след което преминава към инженерство. Докато учи изящни изкуства в Кралския колеж по изкуствата, Дайсън се насочва към промишлен дизайн, отчасти благодарение на наставника му, дизайнерския инженер Антъни Хънт.

## Първи изобретения
През 1970 г., докато учи в Кралския колеж по изкуства, Дайсън помага при проектирането на Sea Truck – високоскоростен плавателен съд с плосък корпус, подобен на малък десантен кораб. Първото му оригинално изобретение, Ballbarrow, е модифицирана версия на ръчна количка с топка (сфера) вместо колело. Това изобретение е представено в телевизионната програма на BBC Tomorrow's World. Дайсън продължава да използва сферите в своите изобретения и създава „Тролейбол“ – количка, която спуска лодки във водата. Следва проект на колесен катер „Wilbot“, който може да се движи със скорост от 64 km/h както по суша, така и по вода.

## Прахосмукачки
В края на 70-те години Дайсън има идеята да използва циклонната сепарация, за да създаде прахосмукачка, която да не намалява засмукването, докато събира сметта. Той се разочарова от влошаващата се производителност на своя Hoover Junior: порите на торбичката се запушвали с прах, което намалява засмукването. Идеята за циклон му идва от дъскорезниците, където се използва циклонна технология за отделяне на праха.
Частично подкрепян от заплатата на съпругата си, която е учител по рисуване, след петнадесет години проектиране и изработка на около 5127 прототипа, през 1983 г. Дайсън пуска на пазара прахосмукачката „G-Force“. Никой производител или дистрибутор обаче не се заема да продава неговия продукт в Обединеното кралство, тъй като това би нарушило успешния пазар на резервни торбички за прах, така че Dyson го пуска в Япония чрез каталожни продажби. Произведен в ярко розово, G-Force се продава на цена, еквивалентна на 2000 лири стерлинги. Прахосмукачката печели наградата на Международния панаир за дизайн през 1991 г. в Япония. Дайсън подава серия от патенти за своята двойна циклонна прахосмукачка EP0037674 през 1980 г. След като изобретението му е отхвърлено от големите производители, Дайсън създава своя собствена производствена компания, Dyson. През юни 1993 г. той отваря изследователски център и фабрика в Малмсбъри, Уилтшър.
Лозунгът на Дайсън „Сбогом на торбичката“ се оказва привлекателен за купувачите. Прахосмукачката Dyson Dual Cyclone става най-бързо продаваната прахосмукачка във Великобритания и изпреварва по продажби прахосмукачките на някои от компаниите, отхвърлили идеята му. Тази прахосмукачка става един от най-популярните брандове във Великобритания. В началото на 2005 г. става известно, че прахосмукачките Dyson са станали лидери на пазара в САЩ по стойност на продажбите (но не по количество на продадените устройства). От 1986 до 2001 г. компанията Dyson дава лиценз за технологията на компанията Fantom Technologies в Северна Америка, след което Dyson излиза на пазара самостоятелно.
След този успех други големи производители започват да пускат на пазара свои собствени циклонни прахосмукачки. През 1999 г. Дайсън дава на съд компанията Hoover (Великобритания) за нарушение на патента му. Висшият съд постановява, че компанията Hoover нарочно е копирала фундаментална част от патентованата конструкция при създаването на серията прахосмукачки без торбички Triple Vortex. Компанията Hoover се съгласява да плати обезщетение от 4 милиона лири стерлинги.
В интервю за Fast Company (май 2007 г.) Дайсън заявява значението на провала в живота на човек: „Направих 5127 прототипа на моята прахосмукачка, преди да постигна желания резултат. Имах 5126 неуспеха. Но аз се учих от всеки един от тях. Така стигнах до решението. Така че нямам нищо против провала. Винаги съм вярвал, че учениците трябва да се оценяват по броя на неуспехите. Дете, което опитва странни неща и преживява много неуспехи, за да постигне дадена цел, вероятно е по-креативно.“

## Други изобретения
През 2000 г. Дайсън разширява гамата си от домакински уреди, за да включи пералня, наречена „ContraRotator“, която има два въртящи се барабана, движещи се в противоположни посоки. Този модел е изпълнен в познатите живи цветове на Dyson, а не в традиционното бяло, сиво или черно. Не постига търговски успех и е спряна от производство през 2005 г.
През октомври 2006 г. Dyson пуска Dyson Airblade, бърз сешоар за ръце, който използва тънка струя въздух като „стъргалка“ за отстраняване на водата, вместо да се опитва да я изпари с топлина. Това ускорява процеса на сушене, като същевременно консумира много по-малко енергия от традиционните електрически сешоари за ръце.

## Личен живот
Дайсън се жени за Дейрдри Хиндмарш през 1968 г. Раждат им се двама сина и дъщеря.

## Награди
В биографията на Джеймс Дайсън има повече от дузина престижни награди, включително:
- Премия на Японската асоциация на индустриалните дизайнери (Good Design Award, Япония)
- Продукт на хилядолетието (Design Council, Великобритания)
- Кралска премия за иновации за 2004 г. (Queen’s Award for Innovation, Великобритания)
- Международна дизайнерска награда Баден-Вюртемберг за 1999 г. (International Design Prize Baden-Württemberg, Германия)
- Дизайнерска премия на принц Филип през 1997 г. (Prince Philip Design Prize, Великобритания)
- През 2006 г. е посветен в рицарско звание от Кралицата на Англия

Джеймс също така е член на Кралската инженерна академия на Великобритания (Royal Academy of Engineering, Великобритания).

## Изобретения
- Вентилатор без перки
- Портативна прахосмукачка
- Цилиндрична прахосмукачка